# 中国邮政
中国邮政集团有限公司，简称中国邮政，是中华人民共和国一家主要从事邮政寄递、邮政储蓄业务的特大型中央企业，是由中华人民共和国财政部代表国务院履行出资人职责的国有独资公司。
中国邮政集团主要经营国内和国际邮件寄递、报刊和图书等出版物发行、邮票发行、邮政汇兑、机要通信、邮政金融、邮政速递、邮政物流、电子商务和各类邮政代理业务。

## 历史

中国人民邮政邮徽（1981—1998），在这之前作为邮政员工的证章标志使用

### 苏区邮政时期
1929年，江西苏区成立县级赤色邮政局。1930年3月，“赣西南赤色邮政总局”成立。1932年5月，中华苏维埃共和国邮政总局在瑞金正式成立，制定、颁布了邮政暂行章程和一系列规章制度，建立、健全了邮政组织机构和邮路干线，统一了苏区邮政资费和发行苏维埃邮政邮票。
中华苏维埃西北邮政管理局以瓦窑堡为中心，开通5条邮路。县以下按20—40公里设邮站。
1937年1月，中华苏维埃西北邮政管理局随中共中央迁入延安，陆续组成以延安为中心的直达邮路干线6条。

### 解放区邮政时期
抗战时期与解放战争时期，中共抗日根据地、解放区的邮政事业，称为“解放区邮政”，实际上是交通、邮务的综合。主要工作包括党内文件传送、干部人员护送、党报发行、公开通信、秘密邮路、军邮以及公路管理、电信业务工作。
1938年5月，陕甘宁边区政府成立边区通讯站，主要传递延安各机关内外的信件，是边区内部通讯机关。1946年3月，在边区通讯站的基础上，合并了11所中华邮政局，成立了陕甘宁边区邮政局。
1937年10月底，晋冀察边区临时邮政总局在阜平县设立。局长冯树章。后改为晋冀鲁豫边区交通总局。1946年局长苏幼农。
1941年3月，渤海区抗日根据地建立“战时邮政”。1942年2月中共山东分局和山东战时工作推行委员会在鲁中区抗日根据地沂南县双泉峪子村成立山东战时邮务总局，简称“战邮总局”，对外称省民邮局，局长赵志刚，发行“山东战邮”邮票。1942年5月，为节省人力、物力、财力，八路军山东军区要求将军内交通工作与山东战时邮局协同进行，由战时邮局统一领导，所属各分区及交通站与邮局密切配合。1942年10月，中共山东分局决定将各级党委组织部党内交通科（股）交归战时邮局统一管理、统一供给。山东战时邮务总局设立交通科，负责党内交通工作。1944年9月山东战邮总局制定《战邮工作条例》和《战时邮务规程》。1946年改称山东邮政管理局。
抗战胜利后，各野战军和地方部队的各级政治部都建立了“军邮”。
1946年9月20日，东北政联交通委员会召开东北解放区邮政会议，决定批准成立东北邮电管理总局。10月9日，东北邮电管理总局在哈尔滨正式成立。确立“面向前方”和“深入农村”两大发展任务。1947年，晋冀鲁豫边区邮务总局开展“提高速度为民立功”运动。

### 邮政政企合一时期

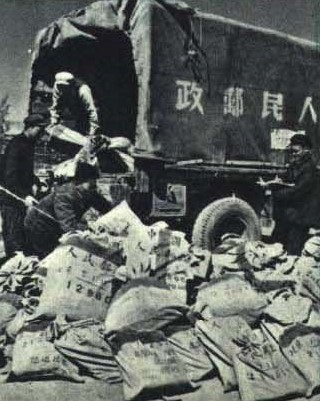
1963年，一辆中国人民邮政邮递卡车正在卸载邮包。

1948年5月，晋冀鲁边区与晋察冀边区连成一片，合并成立华北解放区，1948年8月成立华北邮政总局；10月地方电信与邮政合并统一管理。1948年12月，华北人民政府批准改称华北人民政府交通部邮电总局，主管华北解放区邮政与电信事务。局长苏幼农，副局长成安玉、冯树章。1949年6月，电信工作划给军队，改为华北人民政府交通部邮政总局。
1948年中共中央政治局召开“九月会议”明确提出，即将建立的政权性质是无产阶级领导的以工农联盟为基础的人民民主专政，要求各级政府都要加上“人民”二字，各级政权机关都要加上“人民”二字。“1948年12月，华北邮电总局负责编辑邮电杂志的孙志平考虑到当时全国解放在即，人民将成为国家的主人，他便向华北人民政府主席董必武请示，建议将《华北邮电》改为《人民邮电》。”筹备《人民邮电》创刊时，推举孙志平给中国共产党中央委员会主席毛泽东写信请求题写刊名。1948年12月31日上午，华北邮电总局局长苏幼农把毛泽东的题字交给孙志平办刊。
1948年10月，中共中央军委三局在河北省平山县王家沟召开关内部队通信会议，研究了解放战争后期的通信工作。10月13日，中央军委副主席兼总参谋长周恩来出席会议并讲话：“要敢于面向胜利，就要有所打算，有所准备。”会议结束后，军委三局根据周恩来的指示，梳理了关于接管大城市电信企业的准备工作，为中共中央、中央军委起草了相关文件。11月2日，中共中央发出了《关于建立政府系统电信管理机构与统一电信工作领导问题的指示》，对如何接收管理全国电信行业的工作作出了组织安排和政策规定。中央还决定，各地电信、邮政先分别接管，由军委三局组建电信接管部，负责新解放区的电信接管工作；由各地财经办负责建立邮政接管机构。
1949年11月1日，中央人民政府郵電部成立。1949年12月10日至28日，邮电部第一次全国邮政会议在北京召开。会议确定，中华人民共和国的邮政属于国营经济组织，应配合新民主主义的政治、经济、文化建设，办理邮政业务，调整网络和组织局、所建设，以服务人民为总的方向和最高原则，会议确定邮政名称为“中国人民邮政”。12月27日，政务院财政经济委员会第九次會議決定成立郵政總局，首任局长苏幼农。
1954年，中华人民共和国国务院成立，国务院设置中华人民共和国邮电部，作为国务院邮电部门。1970年，经中央批准，撤销邮电部，将邮电管理职责划入交通部。交通部组建交通部邮政总局，主管全国邮政业务。1973年，国家恢复设立邮电部。
1994年3月1日，国务院批准郵電部機構改革方案，郵政總局由機關行政序列分離，成為專業核算的企業局。1995年10月4日，郵政總局在中华人民共和国国家工商行政管理局註冊了企業法人營業執照，獲得法人資格，企業名稱為「中國郵電郵政總局」，簡稱「中國郵政」。1998年，全国人大批准《国务院机构改革方案》，组建中华人民共和国信息产业部，作为国务院组成部门，撤销邮电部。组建国家邮政局，作为信息产业部管理的国家局，撤销中國郵電郵政總局。

### 中国邮政集团时期

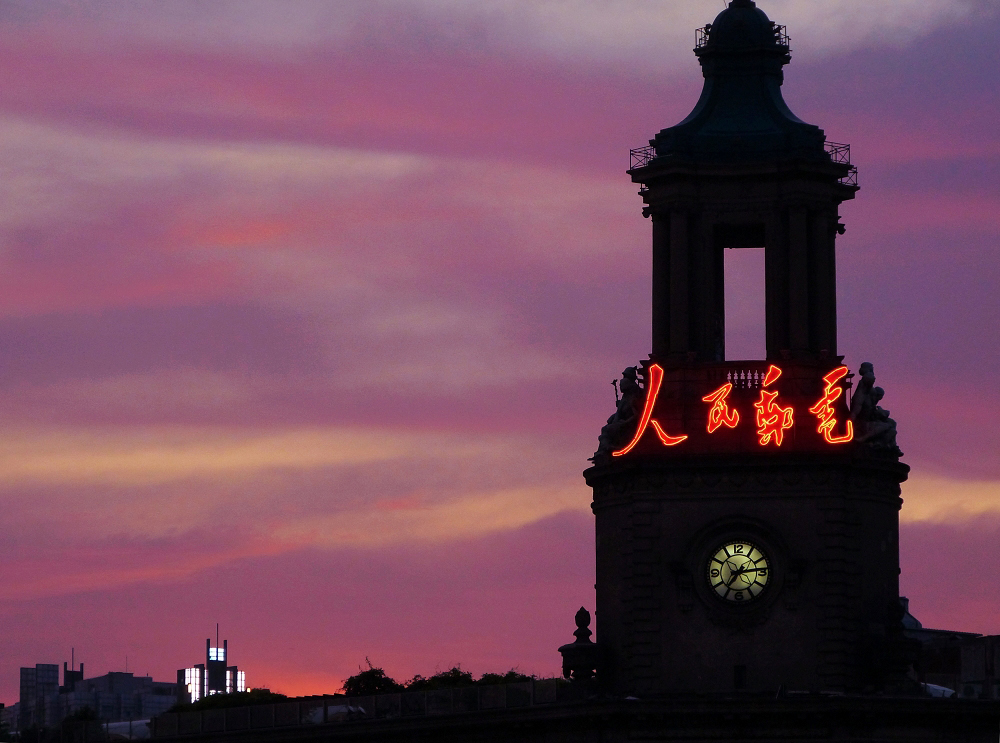
上海邮政总局塔楼。

2005年7月20日，國務院總理溫家寶主持召開國務院常務會議，通過中國郵政「政企分開、郵儲分離、完善機制」的體制改革方案：組建新的國家郵政局，作為政府機構依法監管郵政市場，並協調郵政普遍服務與機要通信等特殊服務的實施；組建中國郵政集團公司，作為國有獨資企業經營各類郵政業務；成立由中國郵政集團公司控股的中國郵政儲蓄銀行，實現金融業務規範化經營；完善郵政普遍服務機制、特殊服務機制、安全保障機制和價格形成機制。2006年8月28日國務院以國函〔2006〕79號批覆，原則同意《中國郵政集團公司組建方案》和《中國郵政集團公司章程》，並指示「中國郵政集團公司」在原郵政總局所屬的經營性資產和部份企事業單位基礎上，依照《中华人民共和国全民所有制工业企业法》組建，不設董事會，出資人職責暫由財政部代表國務院履行，實行總經理負責制，總經理為公司法定代表人。中國郵政集團註冊資金800億元人民幣，但實有國有資本數額待公司正式成立後，財政部進行資產評估和審計驗資後核定。
2006年11月27日，原國家郵政局在北京市西城區宣武門西大街131號辦公樓召開最後一屆全體機關幹部大會，宣佈留任國家郵政局的具體人選；11月28日，重組後的國家郵政局舉行全體幹部大會。11月29日，中國郵政集團公司在国家工商行政管理总局註冊登記，註冊號為1000001001822。同年12月31日，中國銀監會批准中國郵政集團公司控股的中國郵政儲蓄銀行開業。2007年1月29日10時30分，國家郵政局和中國郵政集團公司在人民大會堂舉行揭牌儀式。當天稍後，國家郵政局在北京西直門辦公樓前，中國郵政集團公司在北京西便門辦公樓前，分別舉行掛牌儀式。3月20日（農曆二月初二）10時，中國郵政儲蓄銀行在北京總部大樓舉行成立暨掛牌儀式。
2015年4月，中国邮政集团公司及所属中国邮政速递物流股份有限公司，对管理体制进行调整，由母子公司两级法人体制改为总分公司一级法人体制。
2019年12月28日，中国邮政集团公司改制更名为中国邮政集团有限公司。原中国邮政集团公司全部债权债务、现有的各种专业或特殊资质证照、无形资产等由改制后公司承继。
2021年4月24日，中国邮政在上海開設該市首家航天主题邮局。

## 业务范围

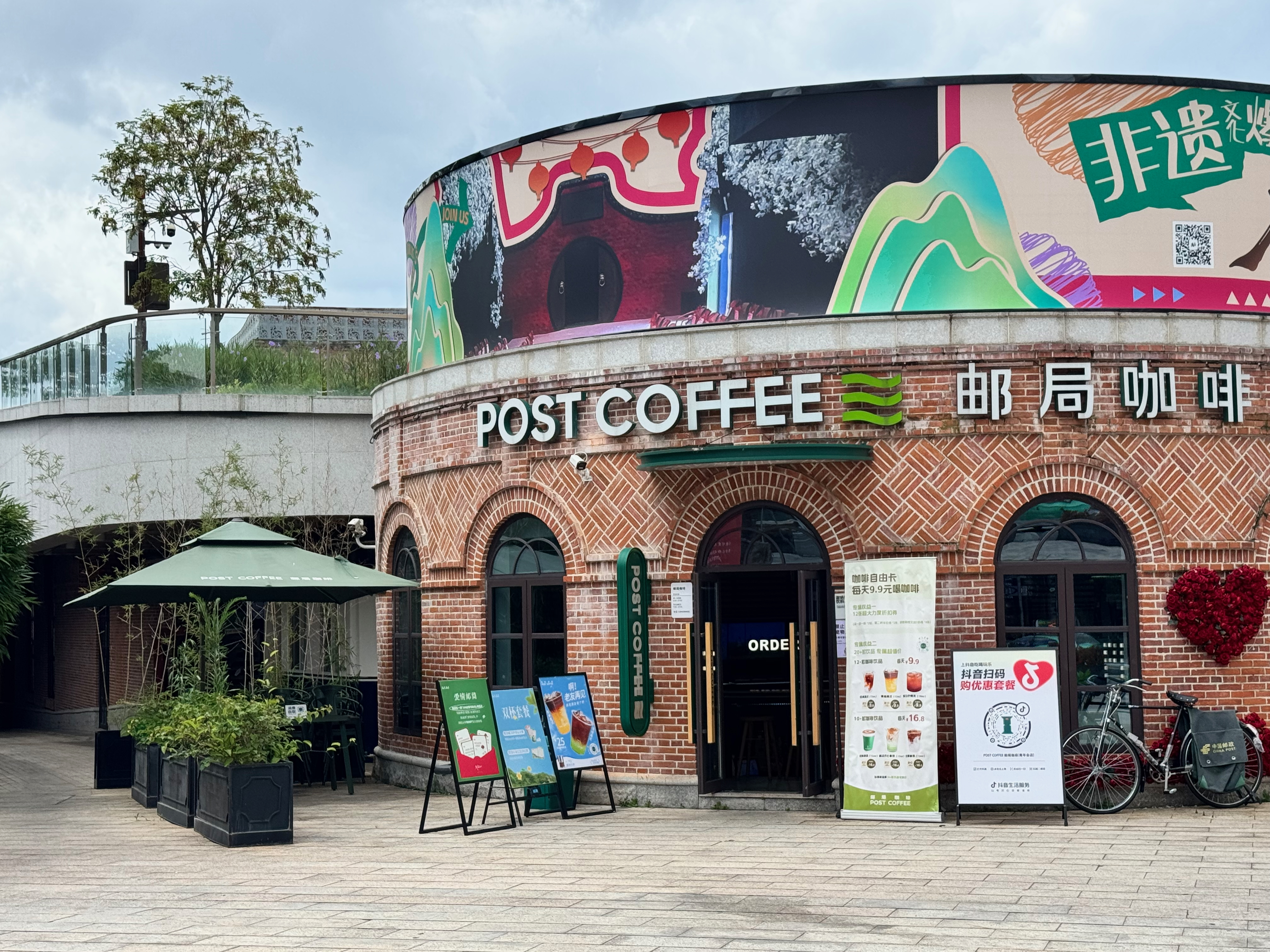
福州的邮局咖啡——自2022年开始中国邮政开始经营咖啡店业务

根据《中华人民共和国邮政法》和国家有关规定，中国邮政集团有限公司为国有独资企业，依法经营邮政专营业务，承担邮政普遍服务义务，受政府委托提供邮政特殊服务，对竞争性邮政业务实行商业化运营。中国邮政集团有限公司经营下列业务：
1. 国内和国际信函寄递业务；
2. 国内和国际包裹快递业务；
3. 报刊、图书等出版物发行业务；
4. 邮票发行业务；
5. 邮政汇兑业务；
6. 机要通信业务；
7. 邮政金融业务；
8. 邮政物流业务；
9. 电子商务业务；
10. 各类邮政代理业务；
11. 国家规定开办的其他业务。

## 机构设置
根据有关规定，中国邮政集团有限公司内设机构、直属事业单位为正厅局级。中国邮政集团有限公司设置（控股）下列机构（企业）：

### 内设机构
- 办公室（党组办公室）
- 战略规划部（法律事务部）
- 市场协同部
- 邮政业务局
- 财务部
- 人力资源部（党组组织部）
- 信息科技与建设部
- 邮票发行部
- 采购管理部
- 审计局
- 中央纪委国家监委驻中国邮政集团纪检监察组（巡视工作领导小组办公室）
- 党组党建工作部（直属机关党委、直属机关纪委）
- 工会
- 机关事务部

### 直属事业单位
- 石家庄邮电职业技术学院（中国邮政集团有限公司培训中心、中共中国邮政集团有限公司党校）
- 中国邮政文史中心（中国邮政邮票博物馆）
- 邮电通信人才交流中心

### 直属（控股）企业单位
- 中国邮政储蓄银行股份有限公司
- 中邮人寿保险股份有限公司
- 中邮证券有限责任公司
- 中国集邮总公司
- 中国邮政集团有限公司信息技术局
- 中国邮政集团有限公司研究院（邮政科学研究规划院）
- 中国邮政集团有限公司邮票印制局（北京邮票厂）
- 中国邮政集团有限公司新闻宣传中心（《中国邮政报》社）
- 中国邮政集团有限公司数据中心（中宇邮政编码信息服务公司）
- 中邮信通实业投资有限公司
- 中国邮政集团有限公司软件开发中心（中邮信息科技（北京）有限公司）
- 中国邮政广告传媒公司（中国邮政广告有限责任公司）
- 中邮资本管理有限公司
- 中国邮政集团有限公司电商分销局（中邮电子商务有限公司）
- 中国邮政集团有限公司寄递事业部（中国邮政速递物流股份有限公司）

### 分支机构
- 中国邮政集团有限公司北京市分公司
- 中国邮政集团有限公司上海市分公司
- 中国邮政集团有限公司天津市分公司
- 中国邮政集团有限公司重庆市分公司
- 中国邮政集团有限公司河北省分公司
- 中国邮政集团有限公司山西省分公司
- 中国邮政集团有限公司吉林省分公司
- 中国邮政集团有限公司辽宁省分公司
- 中国邮政集团有限公司黑龙江省分公司
- 中国邮政集团有限公司陕西省分公司
- 中国邮政集团有限公司甘肃省分公司
- 中国邮政集团有限公司青海省分公司
- 中国邮政集团有限公司山东省分公司
- 中国邮政集团有限公司福建省分公司
- 中国邮政集团有限公司浙江省分公司
- 中国邮政集团有限公司河南省分公司
- 中国邮政集团有限公司湖北省分公司
- 中国邮政集团有限公司湖南省分公司
- 中国邮政集团有限公司江西省分公司
- 中国邮政集团有限公司江苏省分公司
- 中国邮政集团有限公司安徽省分公司
- 中国邮政集团有限公司广东省分公司
- 中国邮政集团有限公司海南省分公司
- 中国邮政集团有限公司四川省分公司
- 中国邮政集团有限公司贵州省分公司
- 中国邮政集团有限公司云南省分公司
- 中国邮政集团有限公司内蒙古自治区分公司
- 中国邮政集团有限公司新疆维吾尔自治区分公司
- 中国邮政集团有限公司宁夏回族自治区分公司
- 中国邮政集团有限公司广西壮族自治区分公司
- 中国邮政集团有限公司西藏自治区分公司

## 历任领导
| 中国邮政集团有限公司董事长 - 刘爱力（2019年12月28日－，兼党组书记） 中国邮政集团有限公司董事 - 张金良（2019年12月28日－，兼总经理、党组副书记） - 李丕征（2019年12月28日－，兼党组副书记） - 郑国雨（2023年3月31日－，兼总经理、党组副书记） | 中国邮政集团有限公司总经理 - 张金良（2019年12月28日－） - 郑国雨（2023年3月31日－） 中国邮政集团有限公司副总经理 - 康宁（2019年12月28日－？） - 张荣林（2019年12月28日－） - 郭新双（2019年12月28日－） - 温少祺（2019年12月28日－） - 王俭（?－） - 刘建军（?－） - 郭成林（2019年12月28日－，兼总会计师） - 曲云海（2024年5月14日－） 中国邮政集团有限公司党组成员 - 康宁（2019年12月28日－？） - 张荣林（2019年12月28日－） - 郭新双（2019年12月28日－） - 盛遒文（2019年12月28日－，中央纪委国家监委驻中国邮政集团纪检监察组长兼） - 温少祺（2019年12月28日－） - 郭成林（2019年12月28日－，兼总会计师） - 王俭（?－） - 刘建军（?－） - 曲云海（2024年5月14日－） |

## 邮政文化

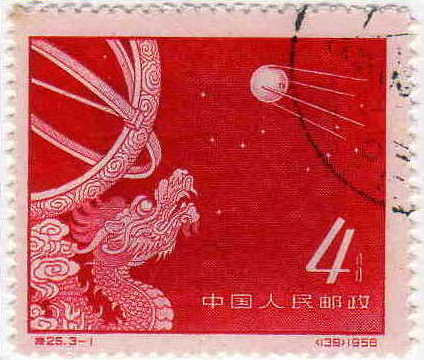
1958年，中国人民邮政发行的斯普特尼克1号纪念邮票。

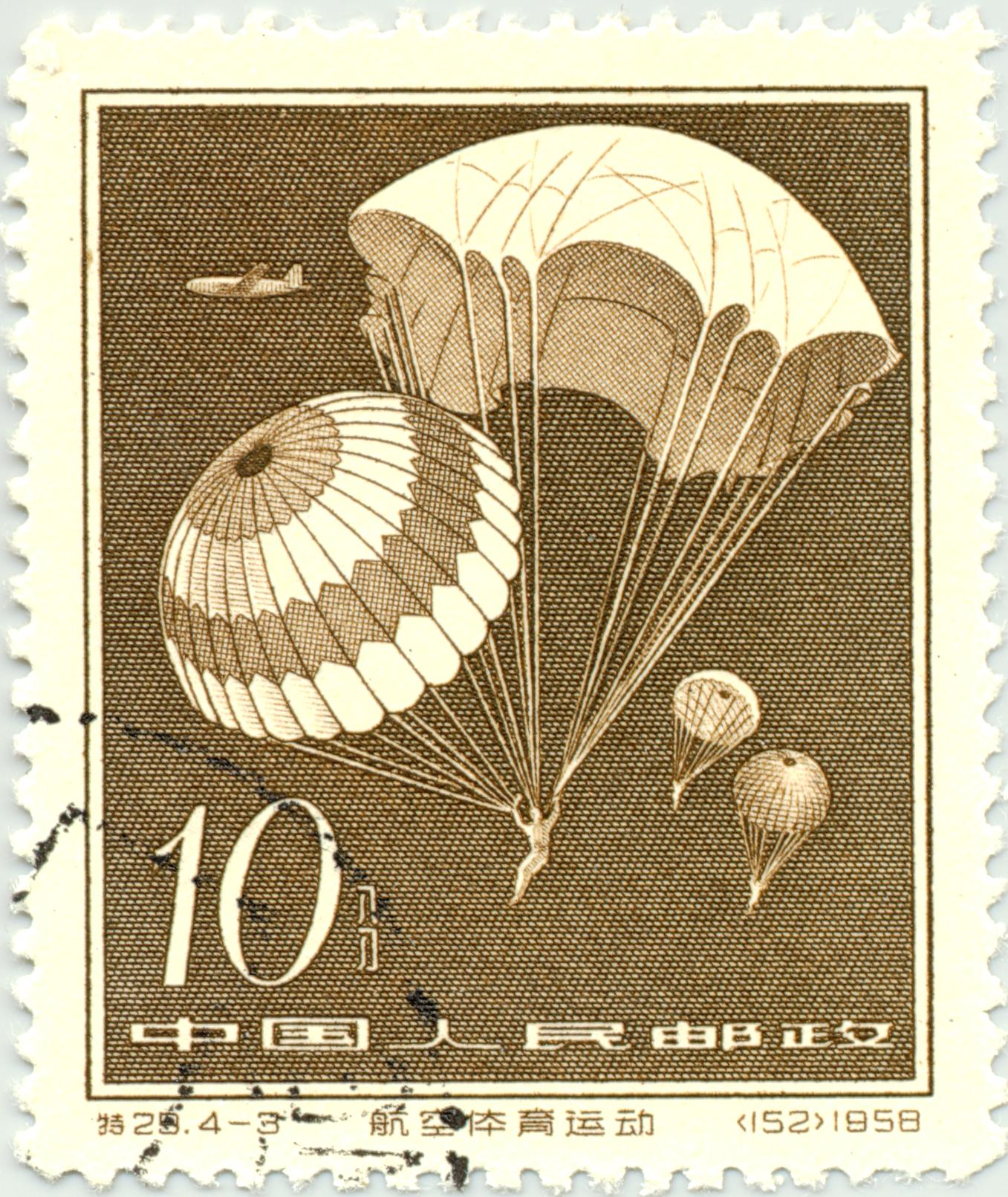
1958年，中国人民邮政发行面额10分的特种邮票，票面以航空体育运动为主题。

1956年3月30日，中国人民邮政发行青藏公路、川藏公路竣工纪念邮票。

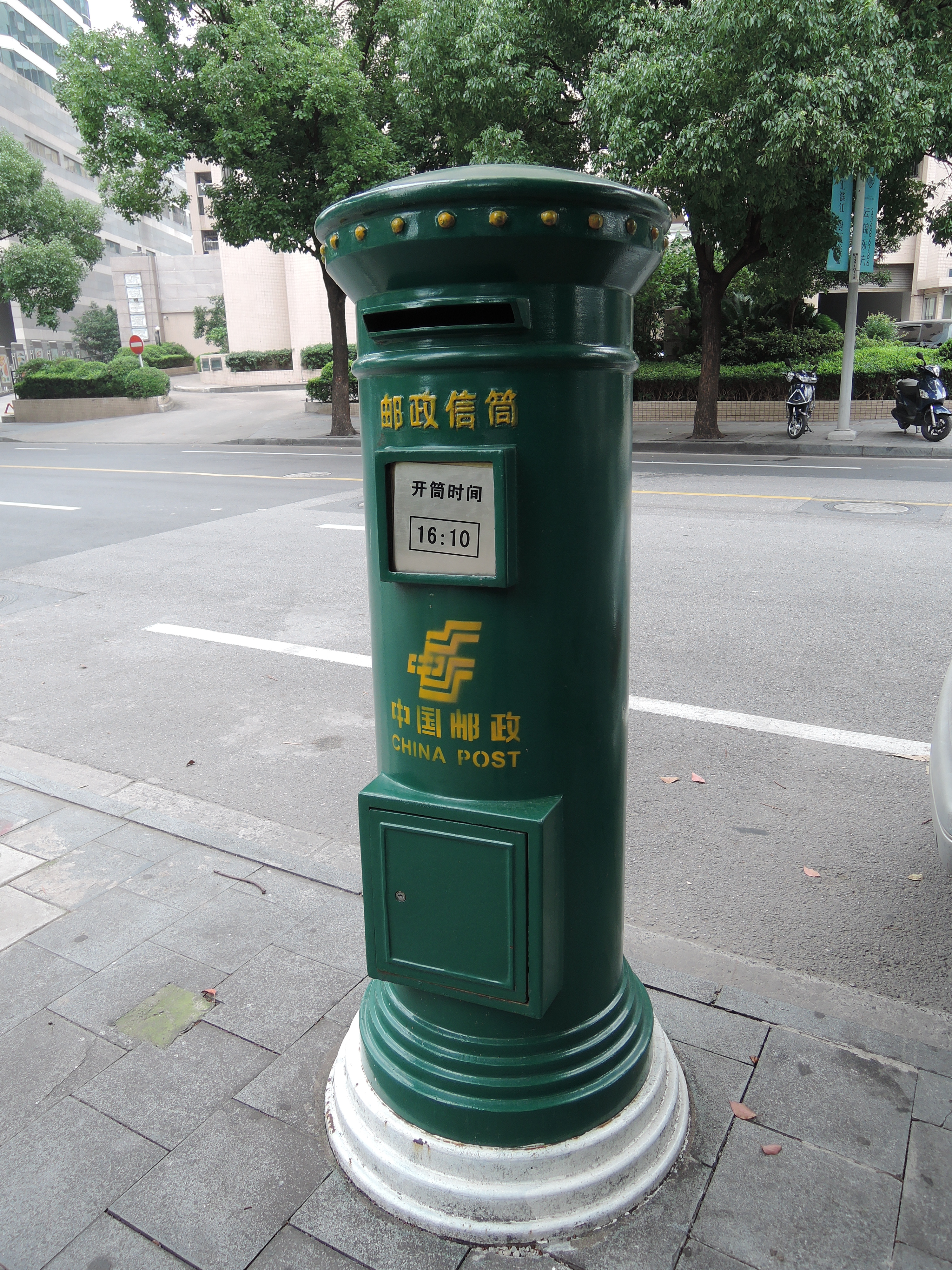
上海市内的一个中國郵政郵筒。

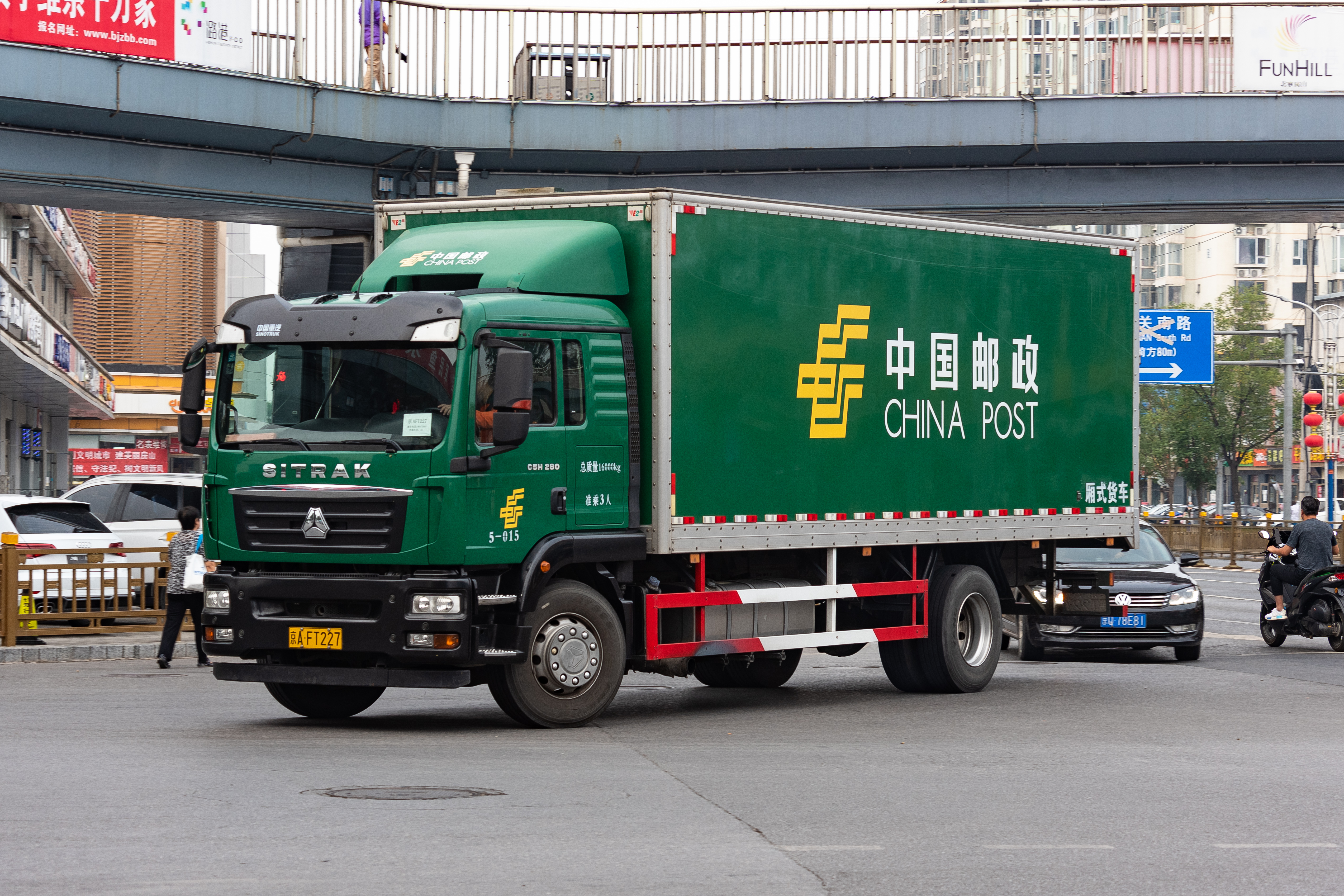
行驶在北京市房山区良乡地区的中国邮政货车

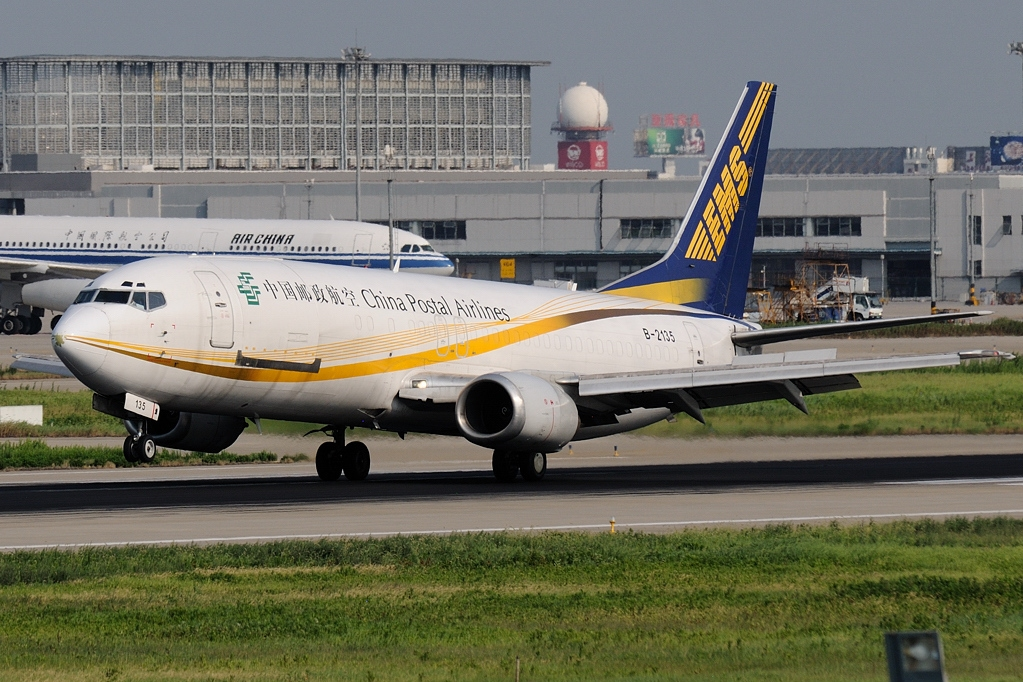
2011年8月，正在上海浦东国际机场跑道上的中国邮政航空货机。

### 邮票
目前中华人民共和国邮票分为普通邮票、特种邮票、纪念邮票、特别发行邮票。
普通邮票的志号为“普 XX”，1950年2月10日发行的普 1 天安门图案普通邮票是新中国第一套普通邮票。现邮局销售的邮票大多数为普30 保护人类共有的家园、普31 中国鸟、普32 美丽中国。
特种邮票的志号为“XXXX-XXT”，1992年1月5日发行的1992-1T 壬申年是采用编年志号命名方法发行的首套邮票，在此之前特种邮票的志号命名方法为T.XX。
纪念邮票的志号为“XXXX-XXJ”，1992年5月23日发行的1992-5J 纪念《在延安文艺座谈会上的讲话》发表五十周年是采用编年志号命名方法发行的首套纪念邮票，在此之前纪念邮票的志号为J.XX。

### 標志象徵
中国邮政标志为绿色。采用绿色作为中国邮政标志专用颜色，是1949年12月10日至28日召开的第一次全国邮政会议上决定的，象征着和平、青春、茂盛和繁荣。 中国邮政标志，是“中”字与邮政网络的形象互相结合、归纳变化而成；并在其中融入了翅膀的造型，使人联想起“鸿雁传书”这一中国古代对于信息传递的形象比喻。表达了服务与千家万户的企业宗旨，以及快捷、准确、安全、无处不达的企业形象。标志造型朴实有力，以横与直的平行线为主构成，代表秩序与四通八达；稍微向右倾斜的处理，表现了方向与速度感。

### 信函与明信片资费
中国大陆以内资费标准
- 100克以内
  - 每重20克，本埠0.8元，外埠1.2元
- 100克以上
  - 每重100克，本埠1.2元，外埠2.0元
- 明信片，每張0.8元
- 挂号费，每件3元
- 印刷品，100克以内本埠0.8元，外埠1.2元；100克以上每重100克本埠0.2元，外埠0.4元
- 盲人读物免收基本资费

港澳台资费标准
- 信函（默认水陆路）
  - 20克及20克以下，1.5元
  - 20克以上至50克：2.80元
  - 50克以上至100克：4.00元
  - 100克以上至250克：8.50元
  - 250克以上至500克：16.70元
  - 500克以上至1000克：31.70元
  - 1000克以上至2000克：55.80元
- 明信片，每张3.5元
- 挂号费，每件16元
- 印刷品，20克以内3.5元，20克以上每重10克1.3元
- 盲人读物免费
- 航空附加费，信函每重10克0.5元，明信片每件0.5元

国际资费标准
- 水陆路函件

| 函件种类   | 重量级别                           | 基本资费 |
| ---------- | ---------------------------------- | -------- |
| 信函       | 20克和20克以内                     | 4.00     |
| 信函       | 20克以上每续重10克或其零数加收     | 0.50     |
| 明信片     | 每件                               | 3.50     |
| 印刷品     | 20克和20克以内                     | 4.00     |
| 印刷品     | 20克以上每续重10克或其零数加收     | 1.80     |
| 盲人邮件   |                                    | 免费     |
| 小包       | 100克和100克以内                   | 18.00    |
| 小包       | 100克以上每续重100克或其零数加收   | 13.00    |
| 印刷品专袋 | 5000克和5000克以内                 | 200.00   |
| 印刷品专袋 | 5000克以上每续重1000克或其零数加收 | 50.00    |

其中，寄往阿富汗、澳大利亚、不丹、孟加拉国、文莱、柬埔寨、斐济、印度、印度尼西亚、伊朗、日本、韩国、老挝、马来西亚、马尔代夫、缅甸、瑙鲁、尼泊尔、新西兰、巴基斯坦、巴布亚新几内亚、菲律宾、新加坡、所罗门群岛、斯里兰卡、泰国和越南等27个路向的水陆路信函， 20克和20克以内3.5元，20克以上每续重10克或其零数加收0.4元。
- 空运水陆路函件

| 函件种类 | 重量级别                       | 第一组 | 第二组 | 第三组 | 第四组 |
| -------- | ------------------------------ | ------ | ------ | ------ | ------ |
| 信函     | 20克和20克以内                 | 4.50   | 5.00   | 5.50   | 6.50   |
| 信函     | 20克以上每续重10克或其零数加收 | 0.50   | 0.60   | 0.70   | 0.80   |

空运水陆路信函寄达国家和地区分组：
第一组：韩国、日本；
第二组：塞浦路斯；
第三组：亚美尼亚、阿塞拜疆、格鲁吉亚、阿尔巴尼亚、德国、安道尔、奥地利、白俄罗斯、比利时、波黑、保加利亚、克罗地亚、丹麦、西班牙、爱沙尼亚、法罗群岛、芬兰、法国、直布罗陀、英国、希腊、匈牙利、爱尔兰、冰岛、意大利、拉脱维亚、列支敦士登、立陶宛、卢森堡、马其顿、马耳他、摩尔多瓦、摩纳哥、挪威、荷兰、波兰、葡萄牙、圣马力诺、罗马尼亚、俄罗斯、斯洛伐克、斯洛文尼亚、瑞典、瑞士、捷克、乌克兰、梵蒂冈、塞尔维亚、黑山、美国、加拿大、澳大利亚；
第四组：科摩罗、亚速尔和马德拉群岛、莱索托、圣多美和普林西比、安圭拉、阿松森岛、玻利维亚、巴西、格陵兰、百慕大、圣皮埃尔和密克隆、特里斯坦达库尼亚、美属维尔京群岛、巴拉圭、波多黎各。
| 函件种类   | 重量级别                                 | 第一组 | 第二组 | 第三组 |
| ---------- | ---------------------------------------- | ------ | ------ | ------ |
| 明信片     | 每件                                     | 4.50   | 4.50   | 4.50   |
| 印刷品     | 20克和20克以内                           | 4.00   | 4.50   | 5.00   |
| 印刷品     | 20克以上每续重10克或其零数加收           | 1.90   | 2.20   | 2.50   |
| 盲人邮件   | （基本资费免收）每10克收取空运水陆路运费 | 0.30   | 0.30   | 0.40   |
| 小包       | 100克和100克以内                         | 22.00  | 27.00  | 32.00  |
| 小包       | 100克以上每续重100克或其零数加收         | 18.00  | 23.00  | 28.00  |
| 印刷品专袋 | 5000克和5000克以内                       | 455.00 | 600.00 | 730.00 |
| 印刷品专袋 | 5000克以上每续重1000克或其零数加收       | 100.00 | 120.00 | 145.00 |

其他空运水陆路函件寄达国家和地区分组：
第一组：格鲁吉亚；
第二组：阿塞拜疆、韩国、日本、阿尔巴尼亚、爱尔兰、爱沙尼亚、奥地利、白俄罗斯、保加利亚、比利时、冰岛、波兰、丹麦、德国、法国、芬兰、荷兰、捷克、克罗地亚、拉脱维亚、立陶宛、卢森堡、罗马尼亚、马耳他、摩尔多瓦、挪威、葡萄牙、瑞典、塞尔维亚、斯洛伐克、斯洛文尼亚、乌克兰、西班牙、希腊、匈牙利、意大利、英国、加拿大、美国、澳大利亚；
第三组：俄罗斯、阿松森、科摩罗、圣多美和普林西比、莱索托、安圭拉、巴拉圭、巴西、百慕大、波多黎各、玻利维亚、格陵兰、美属维尔京、圣皮埃尔和密克隆、安道尔、波黑、法罗群岛、梵蒂冈、黑山、列支敦士登、马其顿、摩纳哥、瑞士、圣马力诺、亚速尔和马德拉群岛、直布罗陀、塞浦路斯、亚美尼亚、特里斯达库尼亚。
- 航空函件

| 函件种类 | 重量级别                       | 第一组 | 第二组 | 第三组 | 第四组 |
| -------- | ------------------------------ | ------ | ------ | ------ | ------ |
| 信函     | 20克和20克以内                 | 5.00   | 5.50   | 6.00   | 7.00   |
| 信函     | 20克以上每续重10克或其零数加收 | 1.00   | 1.50   | 1.80   | 2.30   |

航空信函寄达国家和地区分组：
第一组：部分亚洲邻近国家（朝鲜、蒙古、越南、日本、韩国、哈萨克斯坦、吉尔吉斯斯坦、塔吉克斯坦、乌兹别克斯坦、土库曼斯坦）；
第二组：其他亚洲国家或地区；
第三组：欧洲各国或地区，美国、加拿大、澳大利亚、新西兰；
第四组：美洲其他国家或地区、非洲各国或地区、大洋洲其他国家或地区。
| 函件种类   | 重量级别                           | 第一组 | 第二组 | 第三组 |
| ---------- | ---------------------------------- | ------ | ------ | ------ |
| 明信片     | 每件                               | 5.00   | 5.00   | 5.00   |
| 航空邮简   | 每件                               | 5.50   | 5.50   | 5.50   |
| 印刷品     | 20克和20克以内                     | 4.50   | 5.00   | 6.00   |
| 印刷品     | 20克以上每续重10克或其零数加收     | 2.20   | 2.50   | 2.80   |
| 盲人邮件   | （基本资费免收）每10克收取航空运费 | 0.60   | 0.80   | 1.00   |
| 小包       | 100克和100克以内                   | 25.00  | 30.00  | 35.00  |
| 小包       | 100克以上每续重100克或其零数加收   | 23.00  | 27.00  | 33.00  |
| 印刷品专袋 | 5000克和5000克以内                 | 485.00 | 610.00 | 730.00 |
| 印刷品专袋 | 5000克以上每续重1000克或其零数加收 | 100.00 | 120.00 | 145.00 |

其他航空函件寄达国家和地区分组：
第一组：阿联酋、阿曼、巴基斯坦、巴林、菲律宾、格鲁吉亚、柬埔寨、卡塔尔、科威特、老挝、马尔代夫、马来西亚、孟加拉国、缅甸、尼泊尔、斯里兰卡、泰国、文莱、新加坡、印度、印度尼西亚；
第二组：阿塞拜疆、朝鲜、哈萨克斯坦、韩国、吉尔吉斯斯坦、蒙古、日本、塔吉克斯坦、土耳其、土库曼斯坦、乌兹别克斯坦、伊拉克、约旦、越南、阿尔巴尼亚、爱尔兰、爱沙尼亚、奥地利、白俄罗斯、保加利亚、比利时、冰岛、波兰、丹麦、德国、法国、芬兰、荷兰、捷克、克罗地亚、拉脱维亚、立陶宛、卢森堡、罗马尼亚、马耳他、摩尔多瓦、挪威、葡萄牙、瑞典、塞尔维亚、斯洛伐克、斯洛文尼亚、乌克兰、西班牙、希腊、匈牙利、意大利、英国、加拿大、美国、澳大利亚、新西兰；
第三组：其他国家和地区。
- 特别业务

| 资费种类                   | 资费种类                              | 计费单位          | 资费                    |
| -------------------------- | ------------------------------------- | ----------------- | ----------------------- |
| 出售国际回信券             | 出售国际回信券                        | 每枚              | 12.00                   |
| 挂号费                     | 挂号费                                | 每件              | 16.00                   |
| 印刷品专袋挂号费           | 印刷品专袋挂号费                      | 每袋              | 80.00                   |
| 保价函件                   | 保价费                                | 每保100元或其零数 | 1.00                    |
| 保价函件                   | 手续费                                | 每件              | 18.00                   |
| 回执费                     | 回执费                                | 每件              | 5.00                    |
| 撤回或修改收件人名址申请费 | 撤回或修改收件人名址申请费            | 每件              | 10.00                   |
| 进口欠资函件处理费         | 进口欠资函件处理费                    | 每件              | 3.00                    |
| 存局候领费                 | 存局候领费                            | 每件              | 3.00                    |
| 逾期保管费                 | 逾期保管费                            | 每件每日          | 执行国内业务的相关 规定 |
| 送交海关 验关费            | 进口纳税包裹、保价函 件、印刷品、小包 | 每件              | 8.00                    |
| 送交海关 验关费            | 进口纳税印刷品专袋                    | 每袋              | 40.00                   |
| 送交海关 验关费            | 非验关局收寄的出口包 裹               | 每件              | 8.00                    |
| 保价包裹                   | 保价费                                | 每保100元或其零数 | 1.00                    |
| 保价包裹                   | 手续费                                | 每件              | 8.00                    |

（以上金额以人民币为单位）

## 备考

### 兩岸通郵相關規範
由于两岸关系的特殊性，中國大陸與臺灣之間雖可通郵，但中国邮政對於两岸郵件的投遞上採取部分特殊的規定：
- 邮件上不得使用“中华人民共和国”、“P.R.China”、“中华民国”、“ROC”、“Rep. China”等字样。
- 对台湾地区寄来的邮件，一律将邮票上的旗帜以及“中华民国”字样用水纹戳记予以覆盖涂抹后转发投递。涂抹工作由省会局（包括国际邮件指定经转局）负责。但实际操作中各地执行情况不一，仍有部分邮件未经涂抹直接投递。